# Diplonevra versicolor
Diplonevra versicolor är en tvåvingeart som beskrevs av Schmitz 1920. Diplonevra versicolor ingår i släktet Diplonevra och familjen puckelflugor. Inga underarter finns listade i Catalogue of Life.